# Pairney Burn
Der Pairney Burn ist ein rechter Nebenfluss des Ruthven Water in Perth and Kinross im Osten Schottlands. Er entsteht in den Ochil Hills aus zwei Quellflüssen, dem Coulshill Burn und dem Glen Burn, die ihm von den Hängen von Corb Law, Muckle Law und Simpleside Hill zufließen. Sein Lauf führt ihn zunächst nach Westen. Nach etwa anderthalb Kilometern, bei den Ruinen des verlassenen Gehöfts Nether Beldhill, fließt ihm von Südwesten der Coul Burn zu, der Pairney Burn biegt hier nach Norden ab.
Sein weiterer Lauf führt ihn in durch ein schmales, unbewohntes Tal, überragt wird er hier vom Coul Hill im Westen sowie von Craig Rossie und Ben Effrey im Osten. An seinem Austritt aus den Ochil Hills wird von zwei gegenüberliegenden frühgeschichtlichen Anlagen flankiert, Castle Craig im Osten sowie Kay Craig im Westen. In diesem Bereich bildet der Pairney Burn zugleich die westliche Grenze des Naturschutzgebietes (SSSI) Craig Rossie.
Beim Weiler Pairney knickt der Bach scharf nach Westen ab, unterquert kurz nacheinander die denkmalgeschützte Pairney Bridge, die von Stirling nach Perth führende Eisenbahnstrecke sowie die Fernstraße A9 und mündet kurz darauf, etwa einen Kilometer nordöstlich von Auchterarder beim Gehöft Shinafoot, in den Ruthven Water. 
Der Pairney Burn hat eine Länge von 9,29 Kilometern, seine Gewässerkennzahl lautet 6807.